# Я люблю кантри
Я люблю кантри и рок (англ. I'm a Little Bit Country) — эпизод 701 (№ 100) сериала «Южный Парк», его премьера состоялась 9 апреля 2003 года.

## Сюжет
Мистер Гаррисон пытается провести урок в начальной школе Южного парка. Однако в этот момент рядом со школой проходят митинги сторонников и противников войны в Ираке. Мистер Гаррисон говорит, что если дети хотят поучаствовать в митинге, то могут уйти. Все дети тут же, чтобы не решать задачки по математике, уходят, под предлогом участия в митингах. Однако на улице к Кайлу, Стэну, Кенни и Картману подходят журналисты, которые спрашивают детей: чью они сторону поддерживают? Дети ничего не могут ответить. Разозлённый Гаррисон даёт детям домашнее задание — написать сочинение «Что бы сказали об Иракской войне Отцы-основатели США». Но Картман, вместо того чтобы писать сочинение, решает отправиться в прошлое — во времена американской революции. Для этого он прыгает в ванную с включённым феном. От удара током он впадает в кому, во время которой он попадает в прошлое, где присутствует на собрании отцов-основателей. Там он узнаёт, что так и было задумано, Америка должна говорить одно, а делать другое, что «Флаг лицемерия» должен развеваться и далее, чтобы страна вела войны, а часть её жителей могла против них протестовать, таким образом люди всего мира ненавидели бы не все США, а только правительство или часть американского населения. После этого Картман выходит из комы, прибегает на место, где митингуют сторонники и противники войны и сообщает им о том, что он узнал. Сторонники и противники войны мирятся и дружно поют песню про то, что этот эпизод является сотым в сериале. Эпизод заканчивается словами Кайла, глядящего на поющую толпу: «Я ненавижу этот город. Как же я его ненавижу!».

## Пародии
- Название эпизода связано с песней «I’m A Little Bit Country, I’m a Little Bit Rock and Roll», которую на протяжении серии поют несколько раз с разными словами. Эта песня, в свою очередь, взята из шоу Донни и Мари́ Осмондов Donny & Marie.
- Убивая посланника, везущего бумаги отцам-основателям, Картман напевает песню Полы Коул «I Don’t Want to Wait», а в русском переводе от MTV он поёт песню «Часики» певицы Валерии.
- Сцена, где Картман забивает дубинкой посланника и оттаскивает его из кадра, очень напоминает сцену из фильма «Терминатор 2», в которой Сара Коннор, при совершении побега из психиатрической лечебницы, подобным же образом расправляется с санитаром.
- Гитарист, участвующий в группе Рэнди Марша, пародия на экс-гитариста Guns N' Roses Слэша, на что указывают характерные длинные волосы, закрывающие всё лицо, и цилиндр.

## Факты
- В финале на сцене среди толпы можно увидеть канадцев Терренса и Филлипа, Иисуса, Санту, Скотта Тенормана, Бога, а также инопланетян и Смерть.
- В этой серии герои сами упоминают, что их действия и жизнь происходят в сериале. В конце они поют примерно такие строчки: «Спасибо, что смотрели наш сериал, это была 100-я серия! Плевать, за войну вы или против, ведь это 100-й эпизод!»
- Эпизод является 97-м (в DVD нумерации) эпизодом Южного парка и сотым эпизодом, показанным на телевидении.